# Лужская губа
Лу́жская губа́ — часть Финского залива Балтийского моря. С запада от Нарвского залива отделена Кургальским полуостровом, с востока от Копорской губы — Сойкинским полуостровом. Вдаётся в сушу на 18,5 км. У южного берега губы находится динамично развивающийся морской порт Усть-Луга. Берега и сам водоем также используются для рыбалки и рекреации.

## Гидрография
Лужская губа представляет собой относительно мелководный корытообразный залив, заполнивший впадину в низменном южном берегу в восточной части Финского залива. С востока её ограничивает мыс Колганпя, а с запада — мыс Кургальский. Таким образом, замкнута с юга, востока и запада. Выход в открытое море возможен в северной части. Глубина губы в среднем составляет 11,4 м. Протяжённость губы по меридиану достигает 18,5 км, максимальная ширина в средней части составляет 13,0 км, площадь водного зеркала губы оценивается в 192,9 км², объём воды при среднем объёме воды 2,3845 км³.

## Климат
Климат в районе губы умеренный с чертами морского. Средняя температура воздуха в январе составляет −6,5 °C, воды около −0,2 °C. В июле вода прогревается до 19 °C, на мелководье — до 32,5 °C. Из-за низкой солёности воды (от 0,17 ‰ на юге до 6,20 ‰ на севере) лед в Лужской губе образуется ежегодно, но продолжительность ледостава варьирует в пределах от 86 до 186 суток при среднем многолетнем значении дней с неподвижным льдом около 95. Даже в относительно мягкие зимы к концу января вся губа заполняется припайным льдом, который сохраняется до середины апреля. Процесс замерзания начинается с более мелководного и пресноводного юга.

## Рельеф дна
Дно губы слагают в основном песок, глина, ил и камень. С севера на юг губу рассекает подводный хребет, частью которого являются каменистые банки Мерилода, Шпартенкова, Тёмная лода, Щит и прочие. Длина хребта составляет более чем 20 км. Он условно разделяет акваторию губы на восточную и западную части в пропорции 1:2.

## Речной сток
В Лужскую губу впадают реки Луга (как основным рукавом, так и протокой Выбья), Хаболовка, Лужица. Южный и восточный берега заболочены. На побережье расположен крупный морской порт Усть-Луга.

## Ихтиофауна
Костяк ихтиофауны Лужской губы составляют три морских вида рыб: колюшка, балтийская сельдь-салака и корюшка с общим удельным весом 60—70 %. Пресноводные виды встречаются в южной части губы. Это окунь, плотва и ерш с долей улова около 20—25 %. Из-за осолонения вод летом удельный вес более ценных промысловых пресноводных видов судака и леща незначителен и не превышает 2,0—3,0 %. На реке Луга создан рыбоводный завод, целью которого является поддержание численности редких пород морских рыб бассейна Финского залива, к которым относятся балтийский лосось и кумжа.

## Проекты освоения
В 1935—1939 годах разрабатывались планы строительства в Лужской губе маневренной базы Балтийского флота с базированием на неё лёгких сил флота вплоть до эсминцев, и с возможностью осуществлять обслуживание линкоров и крейсеров. Было разработано несколько проектов тактико-технического задания и даже начаты работы по их воплощению в жизнь. После присоединения прибалтийских государств к СССР от этого проекта отказались.
С 1993 года в Лужской губе ведётся строительство порта Усть-Луга. С 2001 года порт начал функционировать, его объекты и терминалы постепенно вводятся в эксплуатацию.